# Disphysema
Disphysema là một chi bọ cánh cứng thuộc họ Scarabaeidae.